# Шильц, Вероника
Веро́ника Шильц (фр. Véronique Schiltz; 23 декабря 1942, Шатору — 4 февраля 2019, Париж) — французский историк, востоковед, специалист по истории и цивилизации кочевых народов степи первого тысячелетия до нашей эры, историк скифо-сарматского искусства, экспозиционист, знаток русской культуры и литературы эпохи Серебряного века. Доктор наук (тема диссертации: Origines et développement de l’art animalier scythe/«Происхождение и развитие скифского анималистического искусства»). Многолетний друг и адресат ряда стихотворений Иосифа Бродского.

## Биография
В 1965—1967 гг стажировалась и преподавала французскую литературу и культуру в Московском университете. 
В 1967—2000 гг работала в Университете Франш-Конте в Безансоне, в последние годы возглавляя отделение археологии и истории искусств. 
В 1994 г. защитила докторскую диссертацию «Происхождение и развитие скифского анималистического искусства» (фр. Origines et développement de l’art animalier scythe). 
Куратор ряда выставок, из которых особую популярность имела выставка «Золото скифов» в Париже в 1975 году. 
Автор книг «История курганов» (фр. Histoires de kourganes; 1991), «Скифы и степные кочевники VIII века до н. э. — I века н. э.» (фр. Les Scythes et les nomades des steppes, VIIIe siècle av. J.-C.- Ier siècle apr. J.-C.; 1994), «Переоткрытие скифского искусства» (фр. La Redécouverte de l’or des Scythes [новое издание «Histoires de kourganes»]; 2001) и др.
Действительный член Академии надписей и изящной словесности (2011, член-корреспондент с 2003 г.). Кавалер орденов Почётного легиона, Академических пальм и «За заслуги».
Ассоциированный член исследовательского подразделения «археологии Востока и Запада" (Membre associée de l’Unité de recherches « Archéologies d’Orient et d’Occident »), член проекта "Эллинизм и восточные цивилизации - Раскопки Самарканда" (équipe « Hellénisme et civilisations orientales-Fouilles de Samarcande »), ответственная за программу «Коренные народы в их отношениях с греками» ( responsable du programme « Les peuples indigènes dans leurs rapports avec les Grecs » в Groupe de Recherches (G.D.R.-C.N.R.S.) Pont-Euxin. 
Входила в состав редакционных советов и редколлегий научных изданий, в т. ч. Вестника древней истории (РФ, Москва). 
Многолетний близкий друг и адресат стихотворений Иосифа Бродского, ей посвящено, в частности, стихотворение Бродского «Прощайте, мадемуазель Вероника» (1967) «Шорох акаций» (1974) и «Персидская стрела» (1993). 
Вместе с Аланом и Дианой Майерс (урожд. Абаевой) сопровождала Бродского во время поездки по местам, связанным с жизнью литераторов Джона Донна, Джорджа Херберта и Уистена Одена. 
Основной переводчик прозы и поэзии Бродского на французский язык. Автор ряда публикаций о нём. Способствовала посмертному исполнению желания поэта быть погребённым в Венеции. Вместе с Бенедеттой Кравери она сумела добиться соглашения с городскими и муниципальными властями города о перезахоронении его праха из Нью-Йорка на о. Сан-Микеле (Венеция). 
Веронике Шильц принадлежит также ряд переводов с русского языка на французский — в частности, стихотворений Натальи Горбаневской.

## Каталоги
- Section Catalogue Afghanistan, les trésors retrouvés, Musée Guimet, Paris, 2007.
- « Tillia tepe » du catalogue Afghanistan, les trésors retrouvés, Musée Guimet, Paris, 2007 (Catalogue)
- Catalogue Les Survivants des Sables Rouges, Art russe du Musée de Noukous, Ouzbékistan 1920-1940, Editions de L’Inventaire / Conseil régional de Basse-Normandie, Caen, 1997
- Catalogue De L’Indus à l’Oxus. Archéologie de l’Asie centrale, notices n° 141 ; 142 ; 143 ; Lattes, 2003